# Геотермален извор
Геотермален извор е извор, образуван от наличието на геотермално затоплена подземна вода, издигаща се от земната кора. Докато някои от тези извори съдържат вода с подходяща температура за къпане, други са толкова горещи, че потапянето на човек в тях би довело до нараняване или дори смърт.

## Източник на топлина
Голяма част от топлината в геотермалните извори се създава в резултат на разпад на естествени радиоактивни елементи. Между 45% и 90% от топлината, излизащата от Земята, произлиза от радиоактивния разпад на елементи, намиращи се главно в мантията. Основните изотопи, произвеждащи топлина в земните недра, са калий-40, уран-238, уран-235 и торий-232.
Водата, излизаща от геотермалния извор, се затопля геотермално, тоест чрез топлината, създавана в земната мантия. По принцип температурата на скалите в земните недра се увеличава с дълбочината. Скоростта на повишаване на температурата с дълбочината се нарича геотермален градиент. Ако водата проникне достатъчно дълбоко в земната кора, тя ще се нагрее, когато влезе в контакт с горещите скали. Именно по този начин се загрява водата в геотермалните извори в райони без вулканична активност.
Във вулканично активни зони, като например националния парк Йелоустоун, водата може да се загрее след допир с магма (разтопена скала). Високият температурен градиент близо до магмата може да накара водата да се загрее до такава степен, че да изкипи. Ако водата стане толкова гореща, че да образува пара под налягане, тя може да избликне в струя над повърхността на Земята – гейзер. Ако водата достига само до повърхността като пара, но не и над нея, тогава става дума за фумарола. Следва да се отбележи, че водата в геотермалните извори във вулканични зони често е близо до точката на кипене. Съществуват случаи на хора, които са били сериозно изгорени и дори убити от случайно или умишлено влизане в такива извори.
Понякога, геотермални извори се образуват при смесването на горещи и студени извори. Те могат да се образуват както във вулканични райони, така и извън тях.

## Терапевтична употреба
Тъй като нагрятата вода може да съдържа повече разтворени твърди частици, отколкото студената, топлите и горещите геотермални извори често имат много високо минерално съдържание, включващо от прост калций до литий и дори радий. Както поради фолклора, така и поради изтъкваните медицински качества на някои геотермални извори, те често представляват популярна туристическа дестинация и място за реабилитация на хора с хронични заболявания.

## Биота
Термофилът е организъм, вид екстремофил, който вирее при сравнително високи температури – над 45 °C. Те са често срещани при геотермални извори и хидротермални комини.
Някои организми, живеещи в геотермални извори, могат да инфектират хората. Например:
- Naegleria fowleri е амеба, живееща в топли води и почви по цял свят, която може да причини менингит.[9] Констатирани са няколко смъртни случая, предизвикани от амебата, която навлиза в мозък през носните пътища.[10][11]
- Acanthamoeba също се разпространява в горещи извори.[12]
- Легионелите са бактерии, разпространяващи се в горещи извори.[13][14]
- Вируси се срещат в най-екстремни среди, като например в геотермални извори с температура 87 – 93 °C и изключителна киселинност (pH 1,5) в Поцуоли, Италия.[15]

## Етикет
Обичаите и практиките, които се съблюдават, се различават в зависимост от геотермалния извор. Обикновено къпещият се в него трябва да се измие, преди да влезе във водата, за да не я замърси (със или без сапун). В много държави, като например Япония, се изисква в геотермалния извор да се влезе без облекло, дори и без бански костюм. Обикновено при тези обстоятелства има различни съоръжения или времена за ползване за мъже и за жени. В някои страни, ако е обществен горещ извор, се изискват бански костюми.